# 三帶舌天竺鯛
三帶舌天竺鯛（學名：Glossamia trifasciata），為輻鰭魚綱鈎頭魚目天竺鯛科舌天竺鯛屬下的一個種，分布於西太平洋新幾內亞淡水流域，本魚體呈橢圓形，稍側扁，頭大、眼大，口大且斜裂，頜齒細小，全身淺褐色，胸腹部帶有銅黃色，體側有三條黑色橫帶，分别位於第一背鰭至腹鰭、第二背鰭至臀鰭以及尾柄末端，背鰭2個，尾鰭截形，背鰭硬棘7枚、背鰭軟條9枚、臀鰭硬棘2枚、臀鰭軟條8-10枚，體長可達10公分，棲息植被生長的溪流、水塘和沼澤淺水域，夜間活動，屬肉食性，繁殖期時，雄魚具有口孵習性，卵約7日化成仔魚，由雄魚吐出，具短暫的仔魚飄浮期，生活習性不明。